# Wahnik
Wahnik (zamiennie rotor) – część mechanizmu najczęściej automatycznego zegarka, którego zadaniem jest dostarczenie energii, wynikającej z ruchów nadgarstka, niezbędnej do wykonania odpowiednich obrotów czasomierza. Element ten nazywany również z angielska „rotor” i jest częścią zespołu naciągu, służy do generowania momentu obrotowego, niezbędnego do naciągania sprężyny napędowej.

## Budowa i wygląd
Wahnik ma zwykle kształt półkolisty i dla uzyskania jak największego gabarytu najczęściej jest łożyskowany w środku mechanizmu. Element ten ma środek masy skupiony po jednej stronie w stosunku do swojego łożyska, więc pod wpływem ruchów ręki, na skutek siły bezwładności obraca się. Dzięki temu, poprzez przekładnię zwalniającą naciągana jest sprężyna napędowa. Współcześnie częściej spotyka się wahniki dwukierunkowe o nieograniczonym kącie obrotu, wymagające dodatkowej konstrukcji tzw. nawrotnika, który powoduje naciąganie sprężyny przy ruchu wahnika w dowolnym kierunku, rzadziej jednokierunkowe. Wahnik może być również zdobiony i personalizowany dla lub przez producenta mechanizmu poprzez umieszczenie na nim logotypu marki, lub uformowanie go w sposób odwołujący się do tegoż symbolu.